# Ippolito Rosellini
Ippolito Rosellini, född 13 augusti 1800 i Pisa, död där 4 juni 1843, var en italiensk egyptolog och orientalist.
Rosellini blev 1824 professor i orientaliska språk vid universitetet i sin födelsestad. Jean-François Champollions stora upptäckt förde honom till egyptologins studium. I sällskap med denne mästare gjorde han en rundresa till de egyptiska samlingarna i Italien. Och då Champollion företog sin färd till Egypten i spetsen för en fransk vetenskaplig expedition, anförtroddes åt Rosellini ledningen av en vid samma tid genom storhertigens av Toscana frikostighet anordnad italiensk expedition till Nildalen. Under 15 månader av åren 1828-1830 vistades han på Nilen, flitigt avtecknande en stor mängd gamla minnesmärken. Återkommen till Italien, ägnade han sig åt bearbetningen av det inhöstade rika materialet. År 1839 blev han professor i arkeologi i Pisa.
Förutom en koptisk grammatik utgav Rosellini åtskilliga andra arbeten i orientaliska ämnen, av vilka det viktigaste och mest berömda bär titeln Monumenti dell'Egitto e della Nubia (nio oktavband samt tre folioband, 1832-1844). Detta praktverk innehåller en del av resultaten från den italienska expeditionen till Nildalen.